# Lang Gia Vương thị
Lang Gia Vương thị (琅琊王氏), là thế tộc họ Vương tại quận Lang Gia (琅邪郡). Lang Gia Vương thị hưng khởi lúc thời Hán, thời Đông Tấn phát triển thành gia tộc cao nhất trong các Kiều tính Sĩ tộc, cùng Trần quận Tạ thị được gọi là "Vương Tạ".